# Tagnon
Tagnon ist eine französische Gemeinde mit 892 Einwohnern (Stand: 1. Januar 2022) im Département Ardennes in der Region Grand Est. Sie gehört zum Arrondissement Rethel und zum Kanton Château-Porcien. Die Einwohner werden Tagnonais genannt.

## Geografie
Tagnon liegt etwa 33 Kilometer nordöstlich von Reims. Umgeben wird Tagnon von den Nachbargemeinden Avançon im Nordwesten und Norden, Acy-Romance im Nordosten, Perthes im Osten, Neuflize im Südosten und Süden, Le Châtelet-sur-Retourne im Süden, Saint-Remy-le-Petit im Südwesten sowie Saint-Loup-en-Champagne im Westen.
Durch die Gemeinde führt die Route nationale 51 (Europastraße 46), die teilweise auch als Autoroute A34 geführt wird.

## Bevölkerungsentwicklung
| 1962                       | 1968 | 1975 | 1982 | 1990 | 1999 | 2006 | 2019 |
| -------------------------- | ---- | ---- | ---- | ---- | ---- | ---- | ---- |
| 866                        | 862  | 825  | 790  | 732  | 743  | 908  | 879  |
| Quellen: Cassini und INSEE |      |      |      |      |      |      |      |

## Sehenswürdigkeiten
- Kirche Saint-Pierre, seit 1926 Monument historique

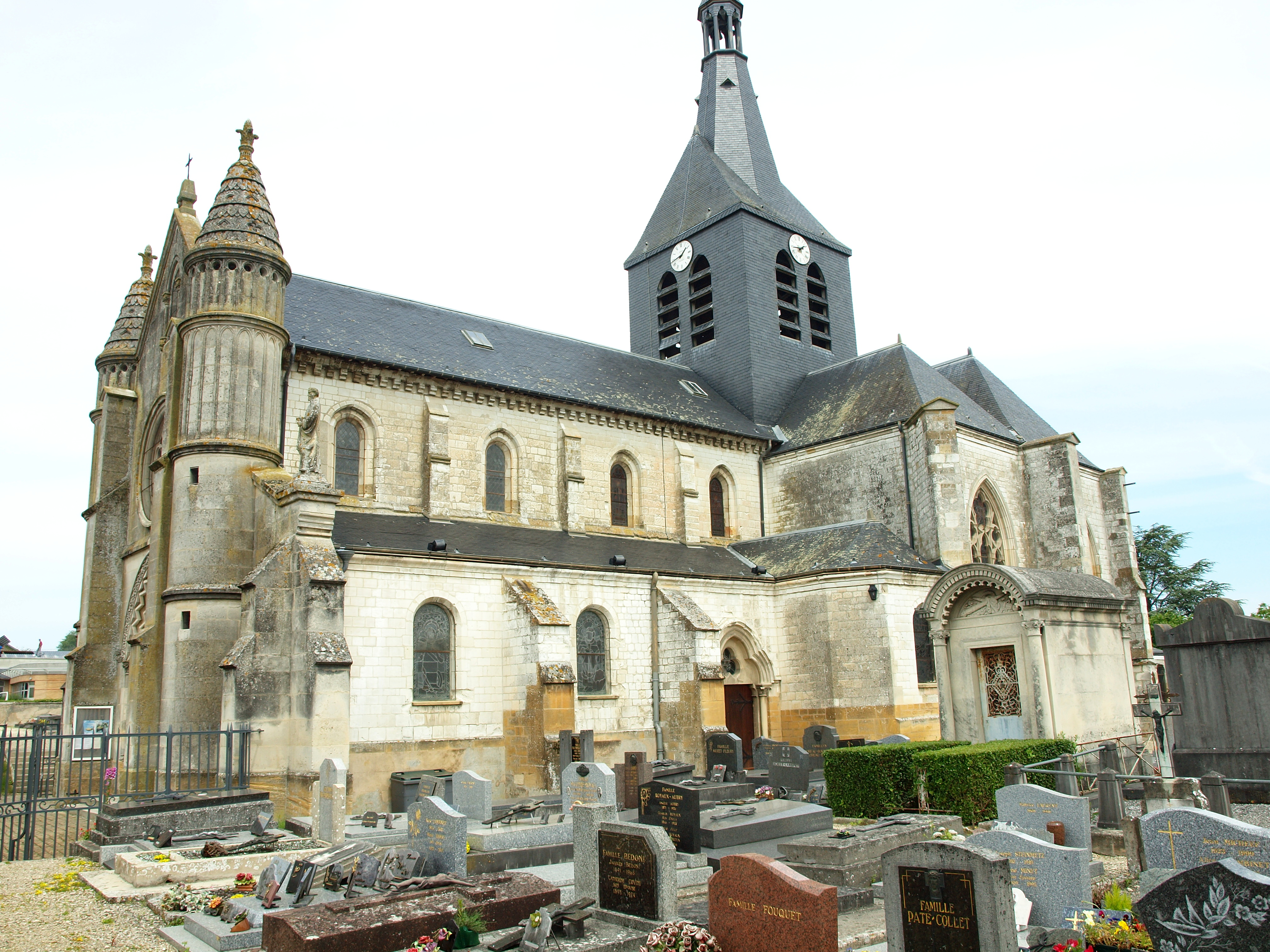
Kirche Saint-Pierre